# Gogolin (gmina)
Gogolin (/ɡɔˈɡɔlʲin/) est une gmina mixte du powiat de Krapkowice, dans la voïvodie d'Opole, dans le sud-ouest de la Pologne. Son siège est la ville de Gogolin, qui se situe environ 5 km au nord-est de Krapkowice et 21 km au sud de la capitale régionale Opole.
La gmina couvre une superficie de 100,51 km2 pour une population de 11 932 habitants.

## Géographie
Outre la ville de Gogolin, la gmina inclut les villages de Chorula, Dąbrówka, Górażdże, Kamień Śląski, Kamionek, Malnia, Obrowiec, Odrowąż et Zakrzów.
La gmina borde les gminy de Izbicko, Krapkowice, Strzelce Opolskie, Strzeleczki, Tarnów Opolski et Zdzieszowice.